# Kongolesisk franc
Kongolesisk franc (FC - franc congolais) är den valuta som används i Kongo-Kinshasa i Afrika. Valutakoden är CDF. 1 Franc = 100 centimes.
Valutan infördes 1997 och ersatte den tidigare Zairen (där 100 sengi = 1 Likuta och 100 Makuta -pluralform av Likuta- = 1 Zaire ) som infördes 1967. 
Vid det senaste bytet var omvandlingen 1 CDF = 100.000 zaire.

## Användning
Valutan ges ut av Banque Centrale du Congo - BCC som ombildades 1997 och ersatte den tidigare Banque du Zaïre som ombildades 1971 för att ersätta Banque Nationale du Congo som bildades vid landets självständighet. BCC har huvudkontoret i Kinshasa.

## Valörer
- mynt: inga Francmynt
- underenhet: inga centimesmynt
- sedlar: 5, 10, 20 och 50 centimes; 1, 5, 10, 20, 50, 100, 200 och 500 CDF